# Thanatos (Mythologie)

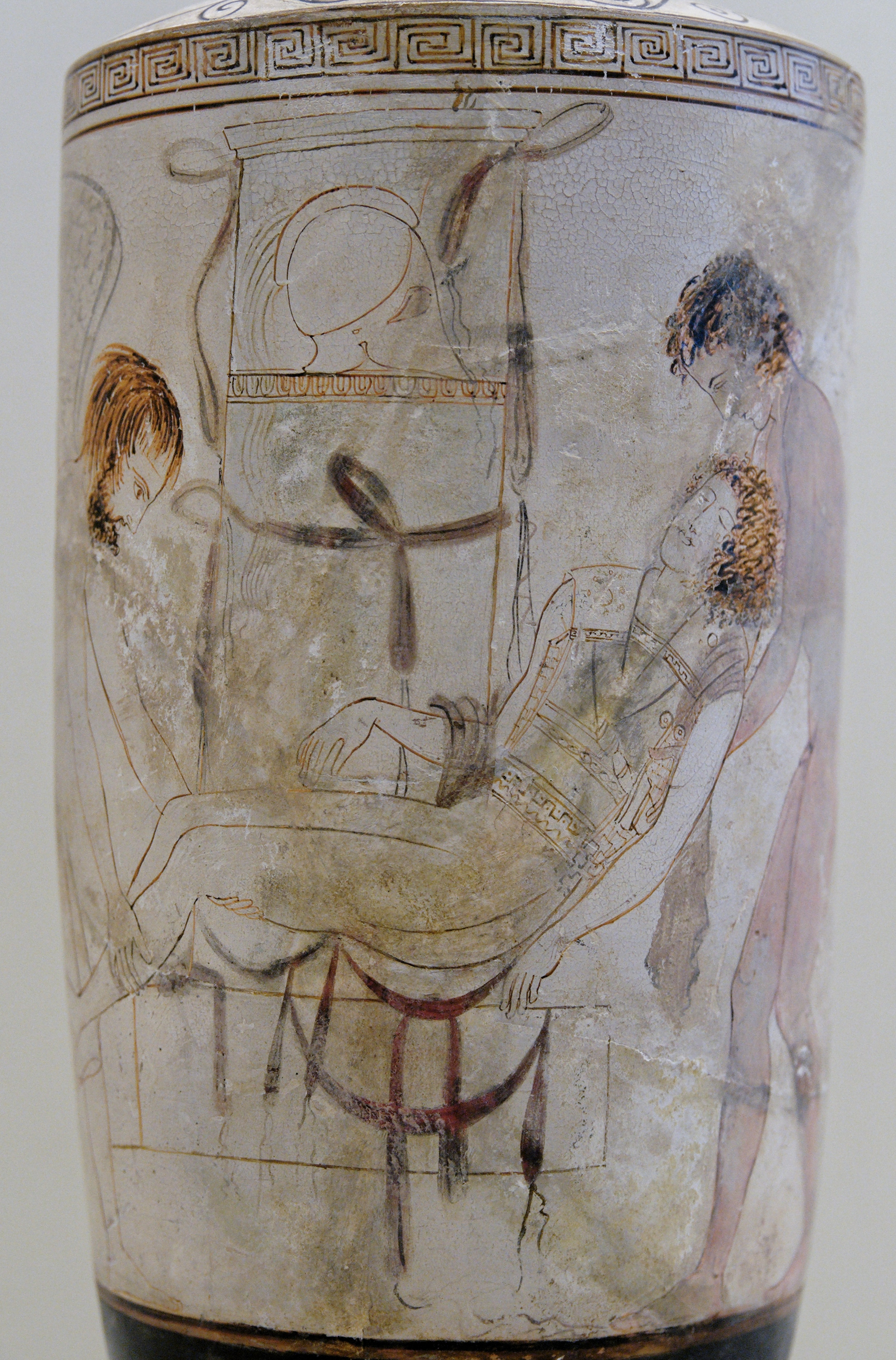
Hypnos und Thanatos betten Sarpedon (griechische Lekythos, ca. 440 v. Chr.)

Thanatos (altgriechisch Θάνατος Thánatos, deutsch ‚Tod‘) ist ein Totengott oder ein Daimon in der griechischen Mythologie, ihm entspricht Mors der römischen Mythologie. Thanatos wird in der römischen Mythologie auch als Letum und Letus bezeichnet. Letum wohnt am Eingang des Tartaros. Mors befindet sich halb in der Welt der Sterblichen, halb im Reich der Toten. Beide stellen den Übergang ins Totenreich dar. Thanatos ist der Gott des sanften Todes und ist darum häufig zusammen mit seinem Bruder Hypnos, dem Gott des Schlafes, abgebildet. Seine Schwester ist Ker, die Göttin des gewaltsamen Todes.

## Abstammung
In Hesiods Theogonie und in Homers Ilias ist er der Sohn der Nyx. Cicero nennt noch als Vater den Erebos, worin ihm der Mythograph Hyginus folgt.
Nach Hesiod sind seine Geschwister Ker, Moros, Hypnos, die Oneiroi, Momos, Oizys, die Hesperiden, die Keren, die Moiren, Nemesis, Apate, Philotes, Geras und Eris.

## Beschreibung
Laut Hesiod wohnt Thanatos dort, wo Nacht und Tag einander begegnen und wo Atlas das Himmelsgewölbe trägt. Hier, wohin nie die Strahlen der Sonne, Helios, dringen, wohnt auch der Schlaf, Hypnos, aber während dieser von hier aus seine Streifzüge über Erde und Meer unternimmt, friedlich und freundlich zu den Menschen, hat Thanatos „ein eisernes Herz und ehernen, erbarmungslosen Sinn“. Einen einmal gepackten Menschen gibt er niemals wieder frei und selbst den unsterblichen Göttern ist er feind. Bei Homer hat er noch keine bestimmte Gestalt, später erscheint er mit schwarzen Flügeln und einem finsteren Blick, der den Sterbenden mit einem Opfermesser eine Locke abschneidet. Wieder später erscheint er als Immerschläfer, meist ein schöner geflügelter Jüngling oder Knabe, der eine gesenkte, noch lodernde oder bereits erloschene Fackel in der Hand hält.

## Mythos
Zwei Menschen gelang es je, Thanatos zu überlisten. Der eine davon war Herakles, der andere Sisyphos:
- Herakles verweilte auf dem Weg zu Diomedes bei Admetos, dem König von Pherai in Thessalien. Dort erzählte Admetos ihm vom Verlust seiner Gattin Alkestis, welche sich für Admetos geopfert hatte. Herakles beschloss daher, Thanatos zu verfolgen und Alkestis zu befreien. So forderte Herakles Thanatos zu einem Ringkampf heraus und besiegte ihn. Alkestis kehrte zeitweilig zu ihrem Gatten zurück.[11]
- Sisyphos verriet Zeus, indem er den Aufenthaltsort der Aigina deren Vater Asopos preisgab. Zeus schickte daraufhin Thanatos zu Sisyphos, um ihn in die Unterwelt zu befördern. Dieser aber überlistete Thanatos und fesselte ihn. Anderen Quellen zufolge machte Sisyphos ihn vorher betrunken. Durch Thanatos’ Überwältigung starb keine sterbliche Seele mehr. Schließlich befreite der Kriegsgott Ares den Tod, da kein Mensch mehr auf dem Schlachtfeld starb oder auf Zeus’ Befehl. Sisyphos wurde in die Unterwelt verbannt, doch er überlistete auch Hades. Bevor Sisyphos durch Ares in die Unterwelt befördert wurde, erteilte er seiner Frau den Auftrag, kein Totenopfer für ihn darzubieten. In der Unterwelt überredete er dann Hades und dessen Frau Persephone, noch einmal in die Welt der Lebenden zurückzukehren, um sein Totenopfer zu organisieren. Die Bitte wurde gewährt und er kehrte zu seiner Frau zurück, wo er dann Hades und die Götter verspottete. Daraufhin kehrte noch einmal Thanatos zu Sisyphos zurück und entführte ihn in die Unterwelt. Diesmal konnte Sisyphos seine List nicht ein weiteres Mal anwenden.[12]

In einer weiteren Sage müssen die Zwillinge Hypnos und Thanatos auf Zeus’ Befehl den Leichnam des Sarpedon nach Lykien bringen, damit er dort bestattet wird.

## Der Begriff Thanatos und die Psychoanalyse
Die Vorstellung vom dialektischen Gegensatzpaar Thanatos-Eros ist erst durch die Freudsche Psychoanalyse aufgekommen und der griechischen Mythologie entlehnt. Thanatos und Eros werden im Sinne einer Evolution der Triebe als Urtriebe angesehen.
Freud selbst sprach allerdings nur von „Eros“ im Gegensatzpaar von Lebenstrieb(en) und Todestrieb(en) seiner späteren Theorie (Freud erwähnt dabei abwechselnd Trieb und Triebe, verwendet also den Singular und Plural ohne genaue Festlegung). Der Begriff des „Thanatos“ als Gegenpol zum „Eros“ wurde allerdings nicht durch Freud selbst, sondern von Ernst Federn eingeführt.

## Gesellschaftliche und mediale Rezeption
Medial wird Thanatos die Farbe Schwarz zugeordnet, Eros die Farbe Rot.
Gesamtgesellschaftlich ist die Auseinandersetzung mit Thanatos eher einer
gewissen Verdrängung ausgesetzt; jedoch nicht in der Soziologie, vgl. dazu Émile Durkheim.
Zitat aus Herbert Marcuse, Triebstruktur und Gesellschaft: Ein philosophischer Beitrag zu Sigmund Freud, 1984 Frankfurt/Main, Suhrkamp, (unter altem Titel „Eros und Kultur“ schon 1957 erschienen.): „Die letzte Beziehung zwischen Eros und Thanatos bleibt dunkel“ (S. 32).
Bereits Arthur Schnitzler rezipierte in seiner „Traumnovelle“ Freuds psychologische Theorien zu Eros und Thanatos, indem er die Beziehung eines jungen Liebespaares, in dessen Beziehung der Liebestrieb (Eros), in Bezug auf erotische Erlebnisse und Wünsche der sich Liebenden, stark vernachlässigt wurde, darstellt.
Arthur Schnitzler war ein Zeitgenosse Freuds und stand mit ihm in regem Briefkontakt. (Tatsächlich existiert nur ein einziger Brief, nämlich von S. Freud an A. Schnitzler, datiert vom 14. Mai 1922)